# Eparchia di Arcangelo

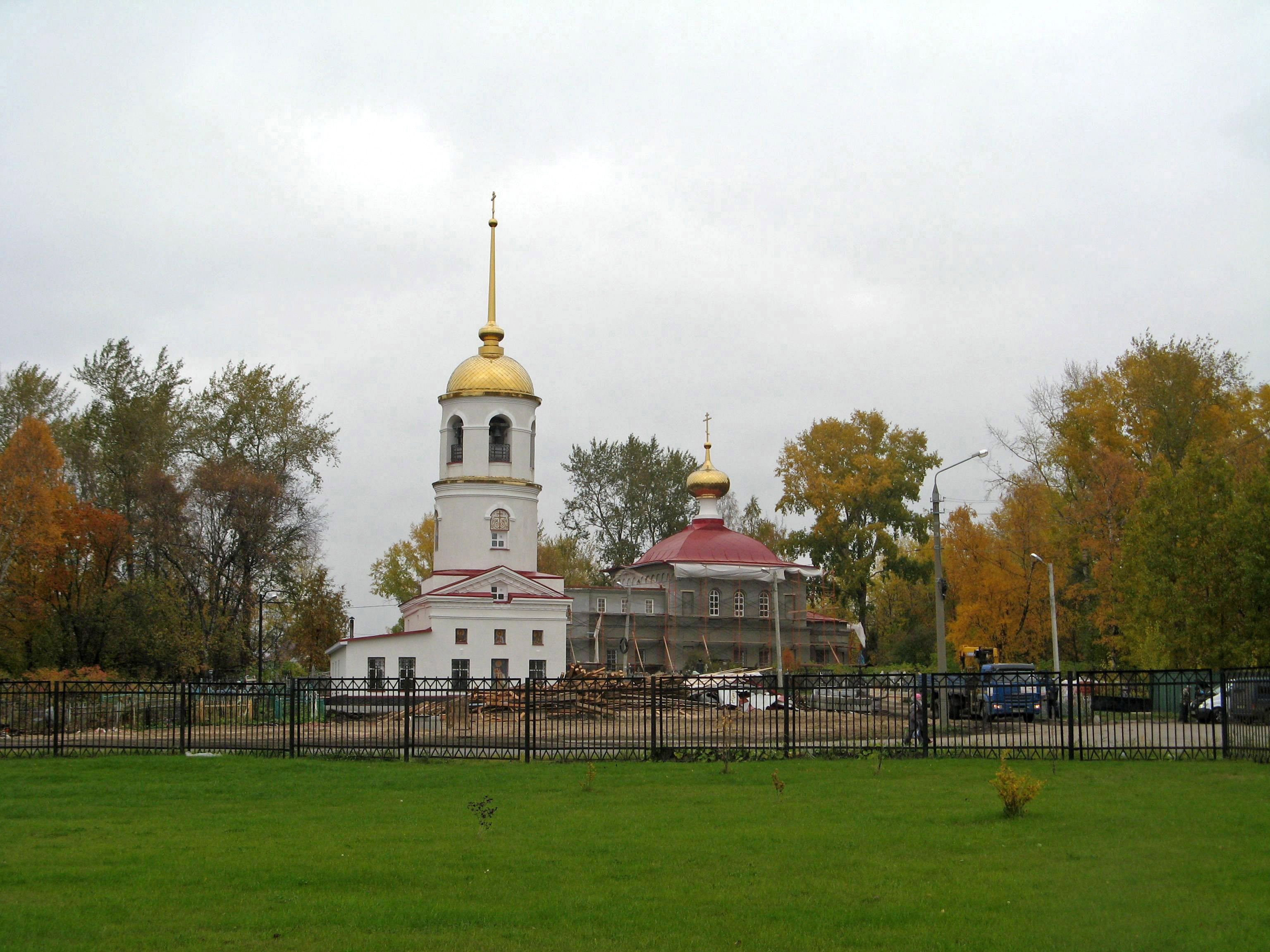
La cattedrale di Sant'Elia di Arcangelo.

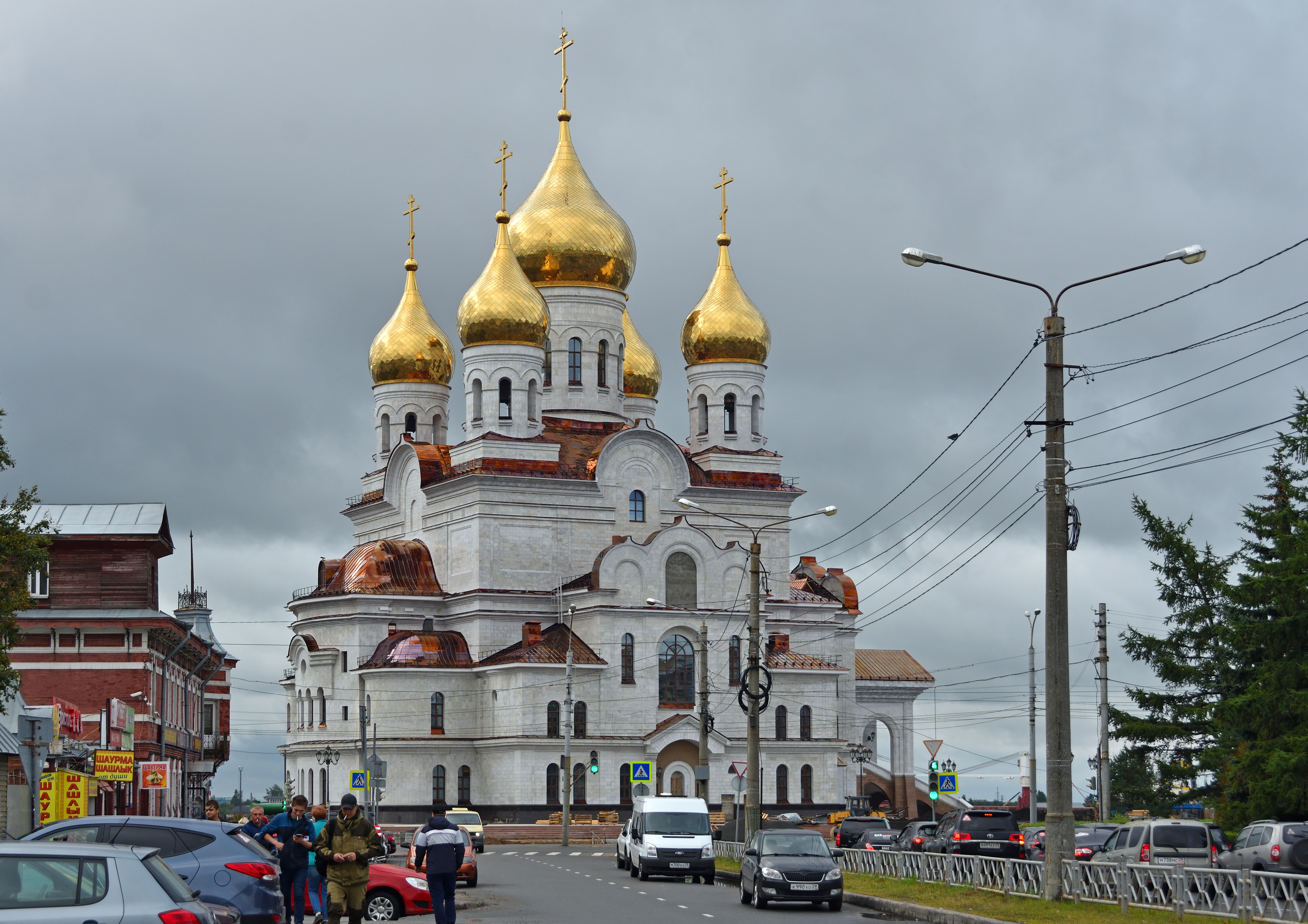
La nuova cattedrale di Arcangelo, ancora in fase di ultimazione.

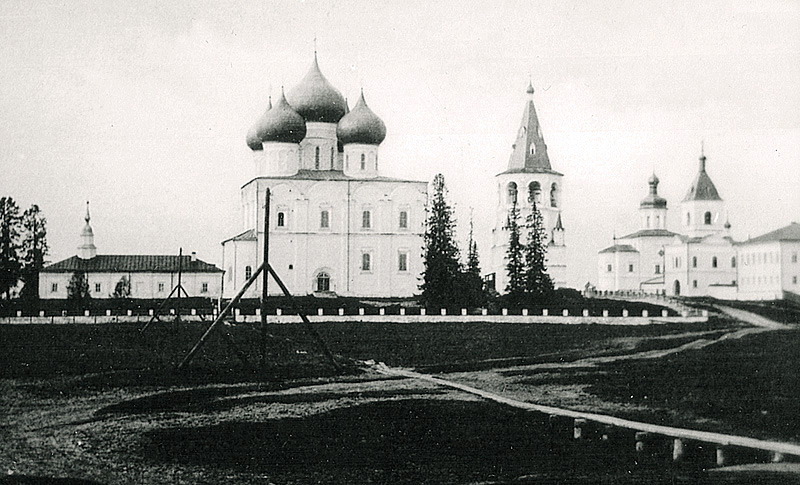
La chiesa della Trasfigurazione, ex cattedrale di Cholmogory, in una foto precedente il 1917.

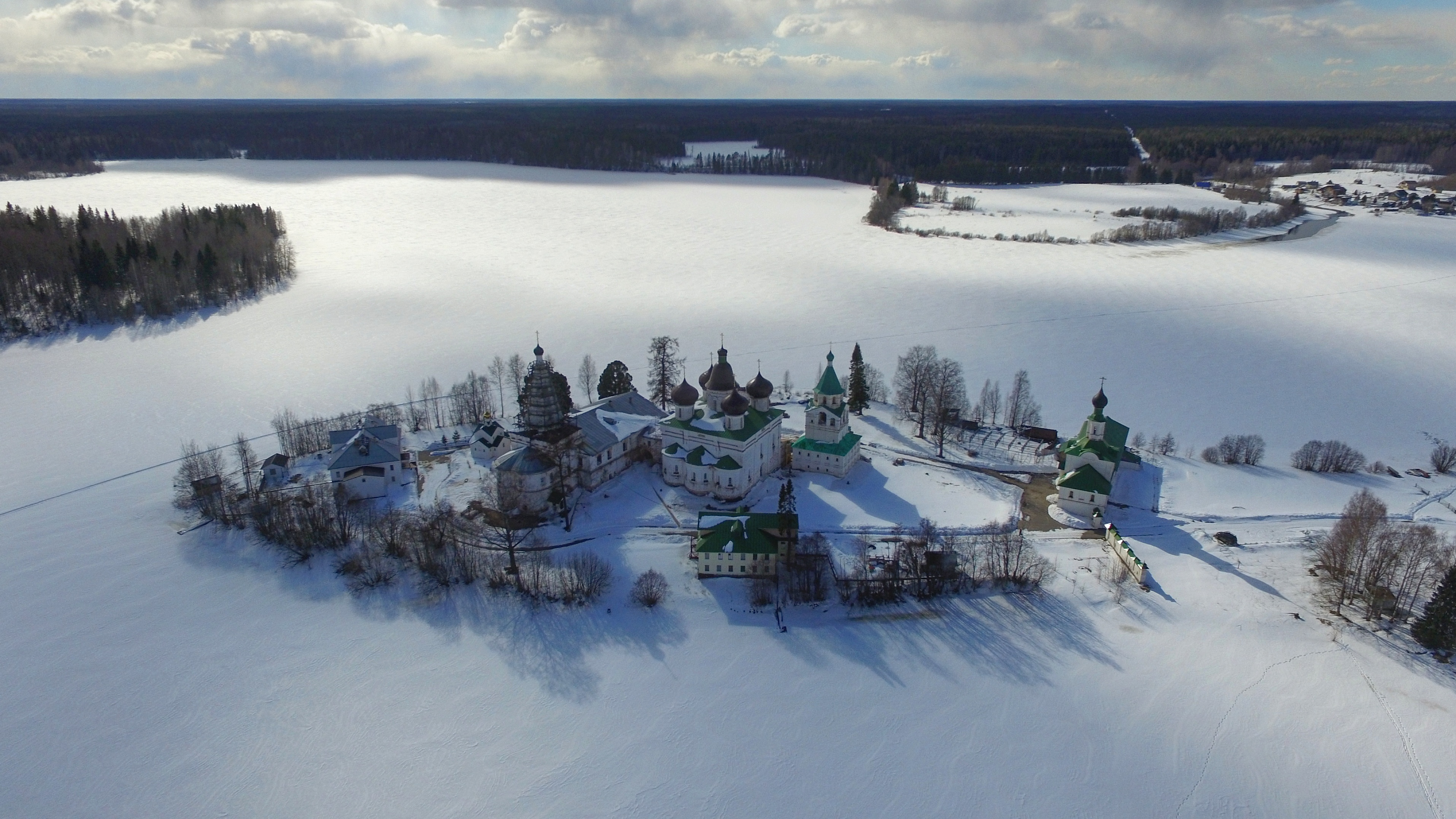
Il monastero di Sant'Antonio di Siya nel Cholmogorskij rajon.

L'eparchia di Arcangelo (in russo: Архангельская епархия) è una diocesi della Chiesa ortodossa russa, appartenente alla metropolia di Arcangelo.

## Territorio
L'eparchia comprende i rajon di Primorsk, Pinežskij e Cholmogory nell'oblast' di Arcangelo nell'estremo nord della Russia europea.
Sede eparchiale è la città di Arcangelo, dove si trova la cattedrale di Sant'Elia. L'eparca ha il titolo ufficiale di «metropolita di Arcangelo e Cholmogory».
Nel 2015 l'eparchia è suddivisa in 10 decanati per un totale di 104 parrocchie.

## Storia
L'eparchia di Cholmogory è stata eretta nel mese di marzo del 1682. Nel 1732 assunse il nome di eparchia di Arcangelo e Cholmogory. Nel 1762 la cattedrale e gli uffici della curia furono definitivamente trasferiti a Arcangelo. Nel 1995 l'eparchia ha assunto il nome attuale.
Recentemente, ha ceduto a più riprese porzioni di territorio a vantaggio dell'erezione di nuove eparchie: Murmansk e Syktyvkar nel 1995, Kotlas e Nar'jan-Mar nel 2011, e Pleseck nel 2017.